# 顯慶王
顯慶王（越南语：／；？—？），是越南李朝開國皇帝李太祖李公蘊之父。
顯慶王的姓名與生平在越南史料並無記載，甚至民間傳說更說李公蘊沒有父親，母親范氏遊蕉山時與神人交合而生下了李公蘊的；而在李公蘊三歲時，范氏就送他到古法寺的法師李慶文處當養子。
根據現代中國學者李天锡的考證，在泉州晉江縣安海鎮發現的《李庄𤆬内李氏房谱》中則記載李公蘊的父親名叫李淳安，家谱声称李淳安是五代宰相李崧的儿子。
當李公蘊建立李朝後，就尊父親諡號為顯慶王，母親范氏為明德太后。